# Ratpenat cuallarg d'orelles penjants
El ratpenat cuallarg d'orelles penjants (Eumops auripendulus) és una espècie de ratpenat de la família dels molòssids.

## Distribució
Es troba a l'Argentina, el Brasil, Colòmbia, Costa Rica, l'Equador, El Salvador, la Guaiana Francesa, Guatemala, Hondures, Mèxic, Jamaica, Nicaragua, Panamà, Veneçuela, el Perú i Trinitat i Tobago.

## Subespècies
- Eumops auripendulus auripendulus
- Eumops auripendulus major